# Ocepesuchus
Ocepesuchus — це вимерлий рід гавіалоїдних крокодилів, споріднених із сучасними гаріалами. Мешкав у пізній крейді Марокко. Описаний Жувом та його колегами в 2008 році, типовий вид — O. eoafricanus, конкретна назва якого означає «світанковий африканський» у зв’язку з його великим віком порівняно з іншими африканськими крокодилами. У Ocepesuchus була довга морда трубчастої форми, ширша, ніж висока. Це найстаріший відомий справжній крокодил з Африки.
Ocepesuchus заснований на OCP DEK-GE 45, подрібненому, але переважно повному черепі з порід пізнього маастрихтського (пізньокрейдяного) періоду в басейні Улед-Абдун, неподалік від Khouribga, Марокко. Індивід трактується як малий дорослий. Кінець морди і частина нижньої поверхні черепа відсутні. Збережена частина має довжину трохи більше 25 сантиметрів і близько 12 см завширшки по задньому краю, але морда звужується менше ніж на третину. Жув і його колеги виконали кладистичний аналіз, включивши свій новий таксон, і виявили, що Ocepesuchus є гавіалоїдом.
Філогенетичне дослідження 2022 року Iijima et al. відновлено Ocepesuchus в Gavialinae, глибоко в Gavialoidea.